# Нервії
Нервії — одне з племен белгів, що жили на схід від Шельди в I століття н. е. За однією з версій, Нервії відносились до кельтоскіфів і вели початок від відомих Геродоту неврів. Однак, однозначного походження нервіїв не встановлено.

## Історичні свідоцтва
Найбільшу популярність Нервії отримали у війнах проти Юлія Цезаря, хоча чинили опір і тискові германців. Перемігши війська з Аріовістом на чолі, Цезар виступив проти потужного союзу белгів та нервіїв. Але пов'язані із союзом реми видали римлянам задуми супротивників. Цезар у 57 році до н. е. з вісьмома легіонами попрямував на північ. Союз белгів він знищив, навіть не вдаючись до зброї. Зупинившись на берегах річки Аксони (Aisne) в сильно укріпленому таборі, направив своїх союзників, едуїв, в набіг проти белловаків, одного з племен, що входили до складу союзу белгів і нервіїв. Белловаки зосередилися на захисті рідної землі, змушені були відокремитися від союзу, який помітно ослаб. Вміст загального великого війська обходилося недешево, і коли белловаки поспішили на захист своєї батьківщини, їх приклад наслідували й інші, а з кожним племенем окремо впоратися було вже неважко.
Найважче Цезарю було підкорити нервіїв — «найхоробріших з усіх північних племен». На одній з висот у верхів'ях Самбру римляни стали розбивати укріплений табір, а римська кіннота билася з окремими сотнями кінних нервіїв і погнала їх за річку. А тим часом у ліску на висотах за річкою Нервії приховували значні сили. «Густий натовп» висипав з ліска, швидко спустився до річки і перебрався через неї, вдарив проти римлян, що ті ледве встигли вишикуватися в бойовий порядок. Різкий звук сигнальної труби, яка закликала до ладу солдатів, висланих на роботи, змішався з ревом рогів, під звуки яких ворог шалено наступав на висоти.
Битва була тривала, серйозна і на мить навіть відчайдушна для римлян, і сам Цезар залишив чудовий опис її. На правому, найбільш загрозливому крилі римського війська, де Цезар особисто брав участь у січі, небезпека минула тільки тоді, коли з'явилися і взяли участь у битві ті два легіони, які на поході прикривали обоз. Нервії тим часом встигли піднятися на висоти, і битва кипіла вже біля самих окопів розпочатого будівництва табору. Нервії не зуміли вчасно закінчити битву і відступити, а навпаки, з лютою мужністю намагалися втриматися на тому ж місці, все ще сподіваючись зламати римлян. Але битва 57 року до н. е. закінчилася для них повною поразкою. Наводилися цифри, що з 60 тисяч нервіїв залишилося в живих ледве 500 чоловік. І нерідко відомості про нервіїв в енциклопедіях на цьому завершуються.
Разом з тим історія нервіїв тривала. В одному з боїв нервій VARTIC допоміг врятуватися Цицерону, обложеному в своєму таборі. На честь цього випустили монету нервіїв:
АВЕРС: Гілка з листям, розташованими один проти одного.
РЕВЕРС: Кінь. Напис «VARTICE» — ім'я нервія — рятівника. Ім'я нервія (Tournay) потім отримала і фортеця в Бельгії.
Вже в античності Нервії і їх союзники будували досить значні міста-фортеці. Алезія в країні мандубіїв (нинішній Алізе-Сент-Рен), на високому пагорбі між двома річками, була оточена стінами і ровом і займала площу близько 97 га. Герговія (сучасний Клермон) — площа 75 га, Новіодун — близько 40 га. Оппідум белгів (типу Фекамп) з поперечним валом, розташовані в більшості випадків на мисі, часто мають ворота вулицеподібного профілю. Деякі укріплення були зведені дуже швидко. Нервії, яким загрожувала небезпека, обнесли нібито свій зимовий табір насипом в 10 футів і ровом шириною в 15 футів, окружністю близько 3000 футів за неповні 3 години. У них не було достатньої кількості необхідних залізних знарядь, і вони, нібито, вирізали дерен своїми мечами, землю вигрібали руками і переносили її у своїх плащах. Величезна кількість людей, ймовірно, виконала цю роботу дуже швидко, але в даному випадку мова йшла не про будівництво цієї фортечної стіни, а про тимчасовий захист табору. Будівництво подібних зимових фортець на середньовічній Русі відзначали араби.
І все ж таки найкращим захистом Нервії вважали ліси та болота.
Корнелій Тацит приблизно через півтора століття після розгрому нервіїв Цезарем зазначав, що
«Тревери (древери?) і Нервії зазіхають на германське походження і, більше того, марнославляться цим, як ніби похвальба подібною спорідненістю може позбавити їх від схожості з галлами і притаманною тим млявістю».

## Кельтоскіфська версія
Згідно з кельтоскіфською версією походження нервіїв, вони мали коріння в окрузі Чорного моря і Каспію. Активізація скіфів у Європі ще 6 — 5 ст. до н. е. відома за даними археології, коли скіфські вироби досягають і земель нинішньої Франції (Галлії античності). Подробиці про зв'язки кельтів, до яких спочатку ставилися і Нервії, зі скіфами представив Плутарх.
"Кімври ні з ким не йшли в стосунки, а країна, з якої вони з'явилися, була така велика, що ніхто не знав, що за люди і звідки вони, немов хмара, насунулися на Італію і Галлію. Більшість вважало, що вони належать до німецьких племен, які живуть біля Північного океану, як свідчать їхній величезний зріст, блакитні очі, а також і те, що Кімврами германці називають розбійників. Але деякі стверджували, ніби земля кельтів така велика й простора, що від Зовнішнього моря і самих північних областей населеного світу простягається на схід до Меодотиди (Азовського моря) і межує зі Скіфією Понтійською. Тут кельти і скіфи змішуються, і звідси починається їх пересування. І вони не прагнуть пройти весь свій шлях за один похід, і не кочують безперервно, але, кожне літо, знімаючись з місця, просуваються все далі і далі і вже довгий час ведуть війни по всьому материку. І хоча кожна частина племені носить своє ім'я, все військо носить загальне ім'я — кельтоскіфи ".

Ймовірно, Нервії як кельтоскіфи влаштувалися в Галлії з 5 — 4 ст. до н. е., коли Скіфії довелося витримувати тиск Персії та Македонії.
Амміан Марцеллін вказував гори нервів у витоках Борисфена (Дніпра), де якийсь час мешкали та алани.

## Цікаві факти
На будівлі мерії міста Баве (департамент Норд, Франція) є меморіальна дошка, яка говорить:
|  | «Тут в 57 році до Різдва Христового народ НЕРВА під командуванням свого вождя БОДУОГНАТА за підтримки своїх союзників АТРЕБАТІВ і ВІРОМАНДУЇВ мало не позбавили удачі ЦЕЗАРЯ » |